# 万安橋駅
万安橋駅（ばんあんきょうえき）は、中華人民共和国浙江省杭州市上城区建国中路に位置する杭州地下鉄5号線の駅である。

## 歴史
- 2020年4月23日：開業[1]。

## 駅構造
島式ホーム1面2線を有する地下駅。城站側に引き上げ線が2線ある。

### のりば
| 番線       | 路線    | 行先                       |
| ---------- | ------- | -------------------------- |
| 北・西方面 | ■ 5号線 | 南湖東方面                 |
| 南・東方面 | ■ 5号線 | 城站・火車南站・姑娘橋方面 |

（出典：杭港地铁 万安桥站 （中国語））

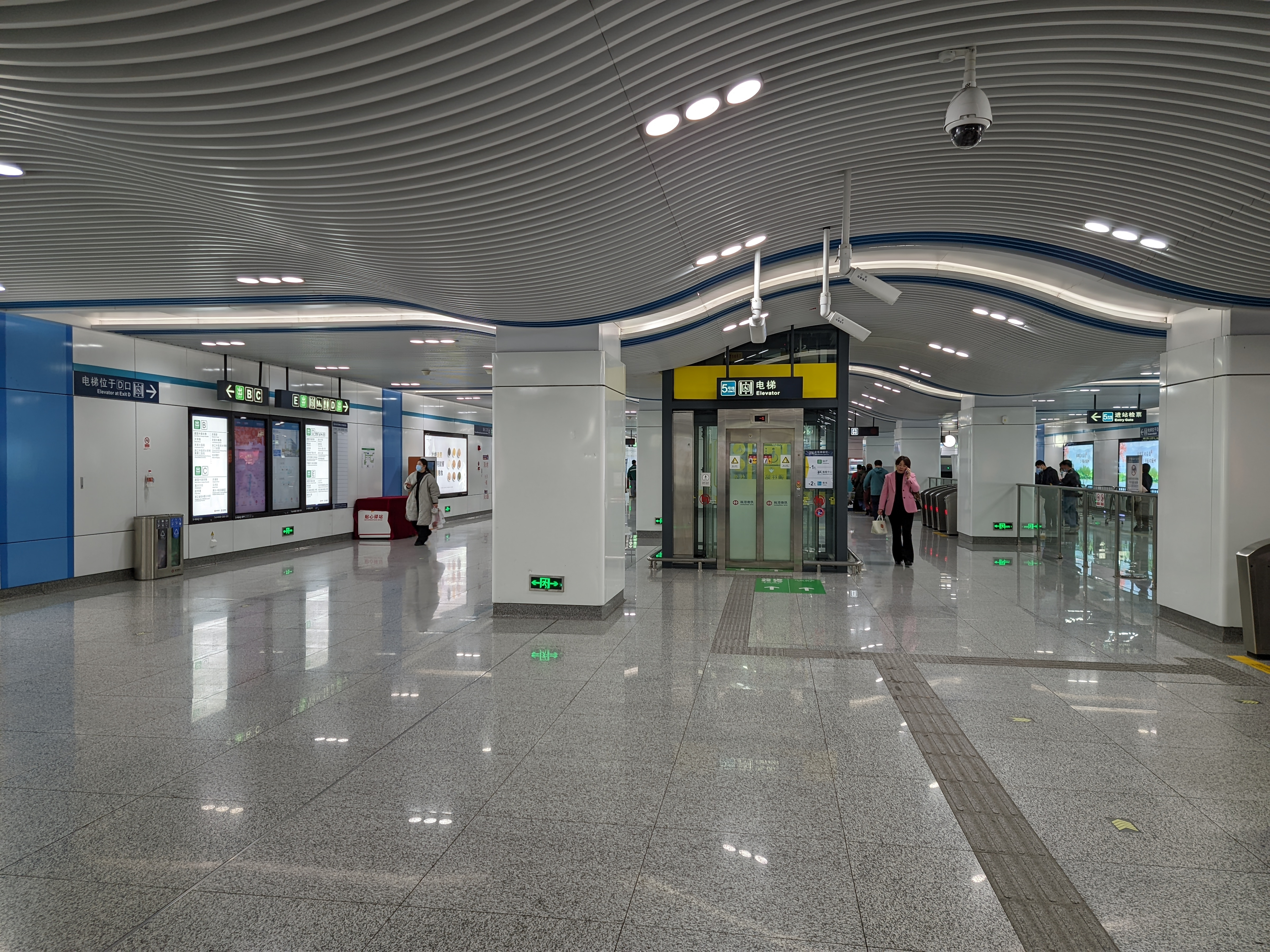
コンコース
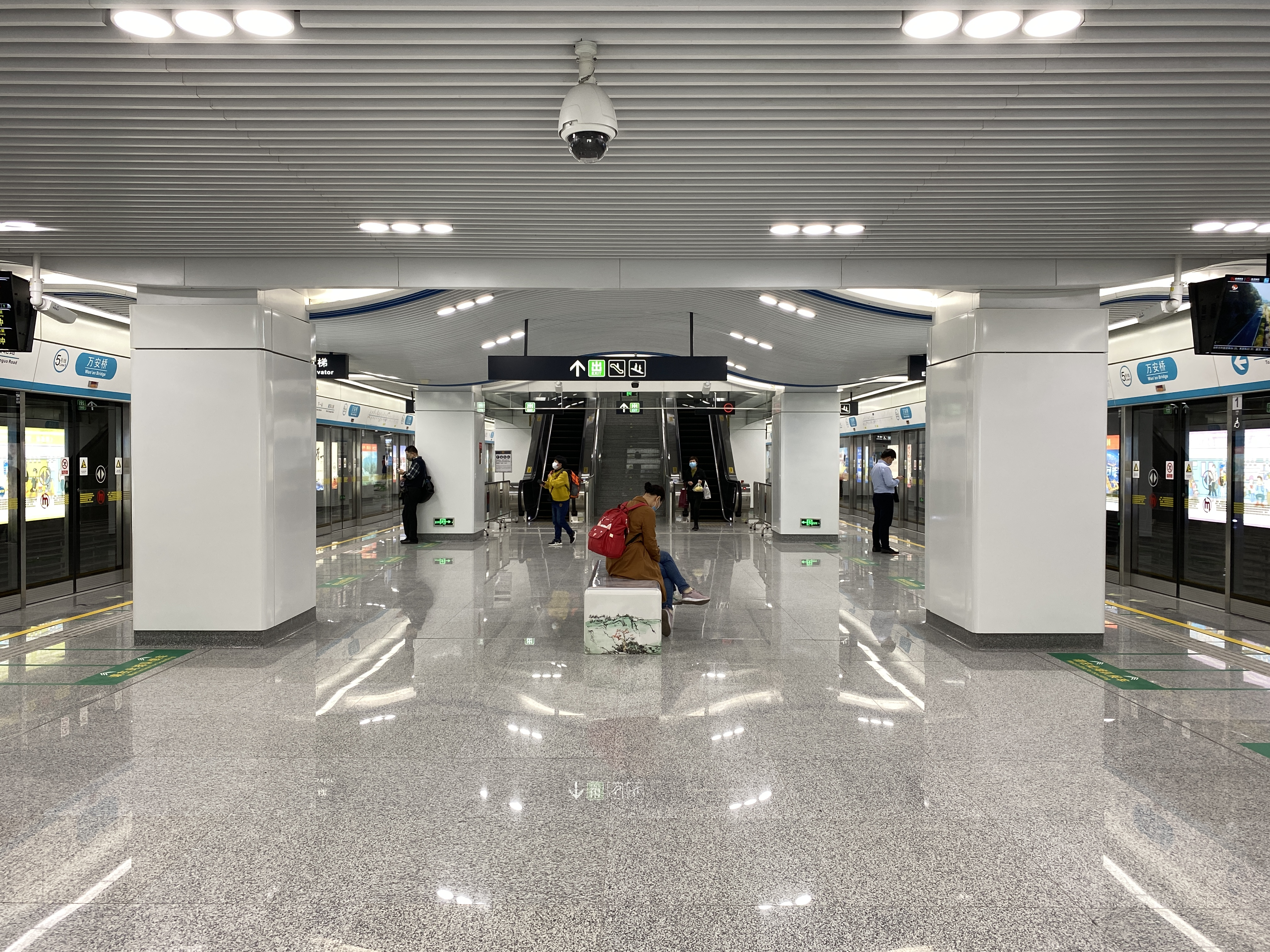
ホーム

## 駅周辺
- 万安城市花園
- 杭州聯合銀行（中国語版）本社ビル
- 葵巷社区
- 浙江大学医学部附属第一病院（中国語版）慶春キャンパス
- 浙江大学医学部附属第二病院（中国語版）解放キャンパス

## 隣の駅
杭州地下鉄
■ 5号線
建国北路駅 - 万安橋駅 - 城站駅